# Wątpliwość (film)
Wątpliwość (ang. Doubt) – amerykański dramat filmowy z 2008 roku w reżyserii i według scenariusza Johna Patricka Shanleya, opartego na jego własnej sztuce teatralnej. Zdjęcia kręcono w Nowym Jorku.

## Opis fabuły
Nowojorski Bronx, rok 1964. Przez Amerykę przetacza się fala politycznych zmian mająca zapobiec dalszym uprzedzeniom rasowym. Charyzmatyczny ksiądz uczący w katolickiej szkole St. Nicholas, ojciec Brendan Flynn (Philip Seymour Hoffman), czując powiew zmian zaczyna rozluźniać rasistowskie obyczaje panujące w szkole. Wiąże się to z przyjęciem do szkoły pierwszego czarnoskórego ucznia, Donalda Millera (Joseph Foster). Jednak ksiądz zaczyna trochę za bardzo ingerować w życie ucznia. Obserwuje to pewna młoda zakonnica − siostra James (Amy Adams), pełna nadziei i nadopiekuńczej obawy. Swoimi spostrzeżeniami dzieli się z dyrektorką szkoły, siostrą Aloysius Beauvier (Meryl Streep), która rządzi szkołą twardą ręką. Zakonnica angażuje się w prywatną krucjatę mającą na celu wydalenie księdza ze szkoły. Bezkompromisowo i bez żadnych dowodów wdaje się w psychologiczną wojnę z księdzem, którego uważa za zagrożenie dla moralności lokalnej społeczności.

## Obsada
- Meryl Streep jako Siostra Beauvier, od Świętego Alojzego
- Philip Seymour Hoffman jako Ojciec Brendan Flynn
- Amy Adams jako Siostra od Świętego Jakuba
- Viola Davis jako Pani Miller
- Joseph Foster jako Donald Miller
- Carrie Preston jako Christine Hurley

i inni

## Nagrody
- Oscary 2008
  - nominacja: najlepsza aktorka pierwszoplanowa − Meryl Streep
  - nominacja: najlepszy aktor drugoplanowy − Philip Seymour Hoffman
  - nominacja: najlepsza aktorka drugoplanowa − Viola Davis
  - nominacja: najlepsza aktorka drugoplanowa − Amy Adams
  - nominacja: najlepszy scenariusz adaptowany − John Patrick Shanley
- Złote Globy 2008
  - nominacja: najlepszy scenariusz − John Patrick Shanley
  - nominacja: najlepsza aktorka drugoplanowa − Viola Davis
  - nominacja: najlepsza aktorka drugoplanowa − Amy Adams
  - nominacja: najlepszy aktor drugoplanowy − Philip Seymour Hoffman
  - nominacja: najlepsza aktorka w filmie dramatycznym − Meryl Streep
- Nagrody BAFTA 2008
  - nominacja: najlepsza aktorka pierwszoplanowa − Meryl Streep
  - nominacja: najlepsza aktorka drugoplanowa − Amy Adams
  - nominacja: najlepszy aktor drugoplanowy − Philip Seymour Hoffman
- Nagroda Satelita 2008
  - nominacja: najlepszy scenariusz − John Patrick Shanley
  - nominacja: najlepsza aktorka drugoplanowa − Viola Davis
  - nominacja: najlepszy aktor drugoplanowy − Philip Seymour Hoffman
  - nominacja: najlepsza aktorka w filmie dramatycznym − Meryl Streep
- Nagroda Gildii Aktorów Filmowych 2008
  - najlepsza aktorka pierwszoplanowa − Meryl Streep
  - nominacja: najlepszy aktor drugoplanowy − Philip Seymour Hoffman
  - nominacja: najlepsza aktorka drugoplanowa − Viola Davis
  - nominacja: najlepsza aktorka drugoplanowa − Amy Adams
  - nominacja: najlepsza obsada filmowa